# ریچارد راکسبرا
ریچارد راکسبرا (به انگلیسی: Richard Roxburgh) (زاده ۱ ژانویه ۱۹۶۲) بازیگر استرالیایی است. وی بیشتر به خاطر حضور در فیلم مأموریت غیرممکن ۲ مشهور است.

## فیلم‌شناسی
فهرست برخی از فیلم‌هایی که ریچارد راکسبرا در آن‌ها به ایفای نقش پرداخته‌است:
- مأموریت غیرممکن ۲
- خلوتگاه
- انجمن نجیب‌زادگان عجیب
- مولن روژ!
- نفس
- ون هلسینگ در نقش دراکولا